# Садовый (Рыльский район)
Садо́вый — посёлок в Рыльском районе Курской области. Входит в состав Никольниковского сельсовета.

## География
Посёлок находится в бассейне Клевени, в 118 км западнее Курска, в 20 км к северо-западу от районного центра — города Рыльск, в 4,5 км от центра сельсовета  — Макеево.
Климат
Садовый, как и весь район, расположен в поясе умеренно континентального климата с тёплым летом и относительно тёплой зимой (Dfb в классификации Кёппена).

## Население
| 2002 | 2010 |
| ---- | ---- |
| 22   | ↘2   |

## Инфраструктура
Личное подсобное хозяйство. В посёлке 15 домов.

## Транспорт
Садовый находится в 11 км от автодороги регионального значения 38К-017 (Курск — Льгов — Рыльск — граница с Украиной), в 12 км от автодороги 38К-040 (Хомутовка — Рыльск — Глушково — Тёткино — граница с Украиной), в 1 км от автодороги межмуниципального значения 38Н-345 (38К-017 — Большегнеушево с подъездом к с. Макеево), в 21 км от ближайшей ж/д станции Рыльск (линия 358 км — Рыльск).
В 188 км от аэропорта имени В. Г. Шухова (недалеко от Белгорода).